# Rynna

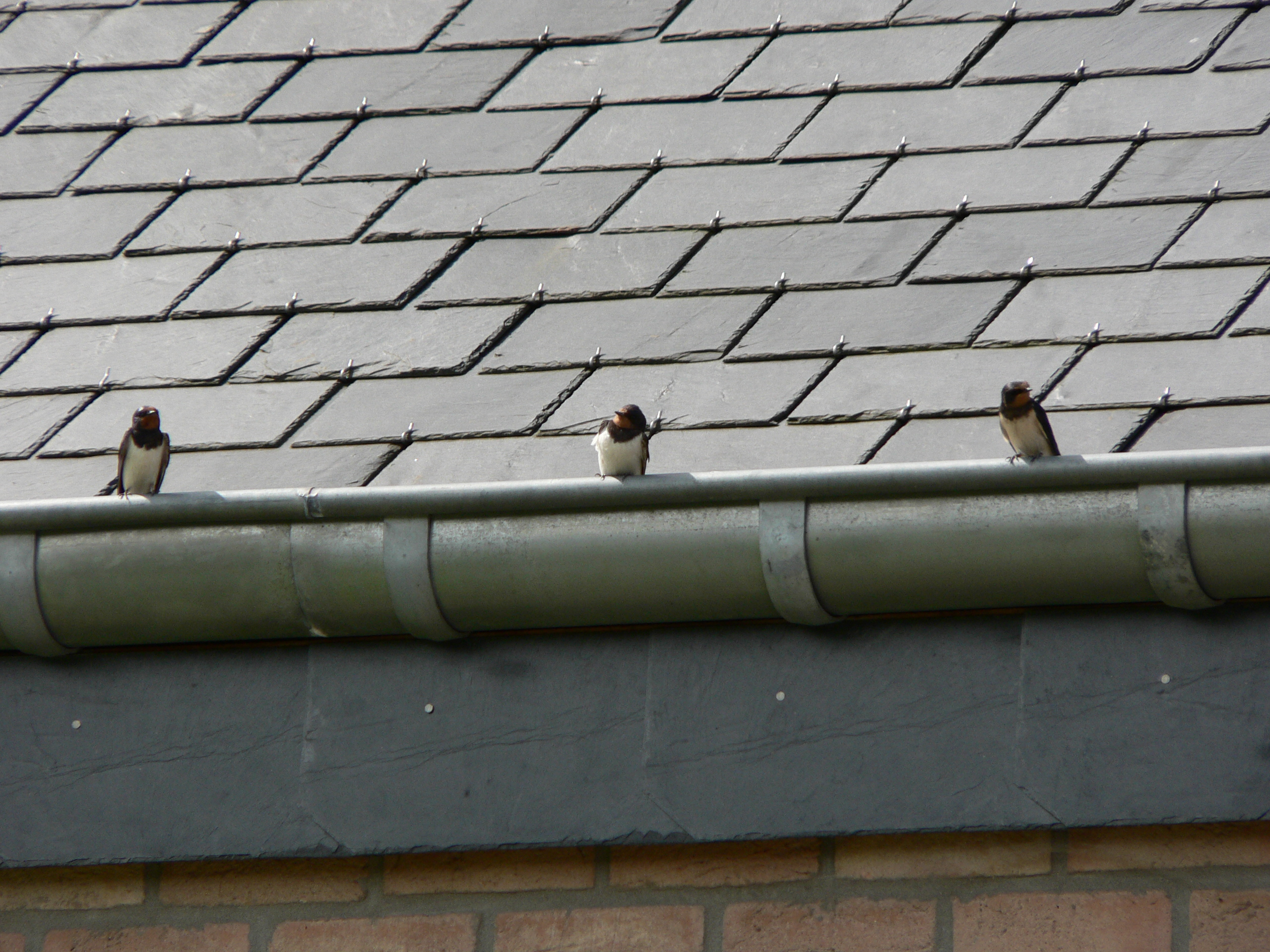
Typowe zamontowanie rynny na wspornikach – rynhakach

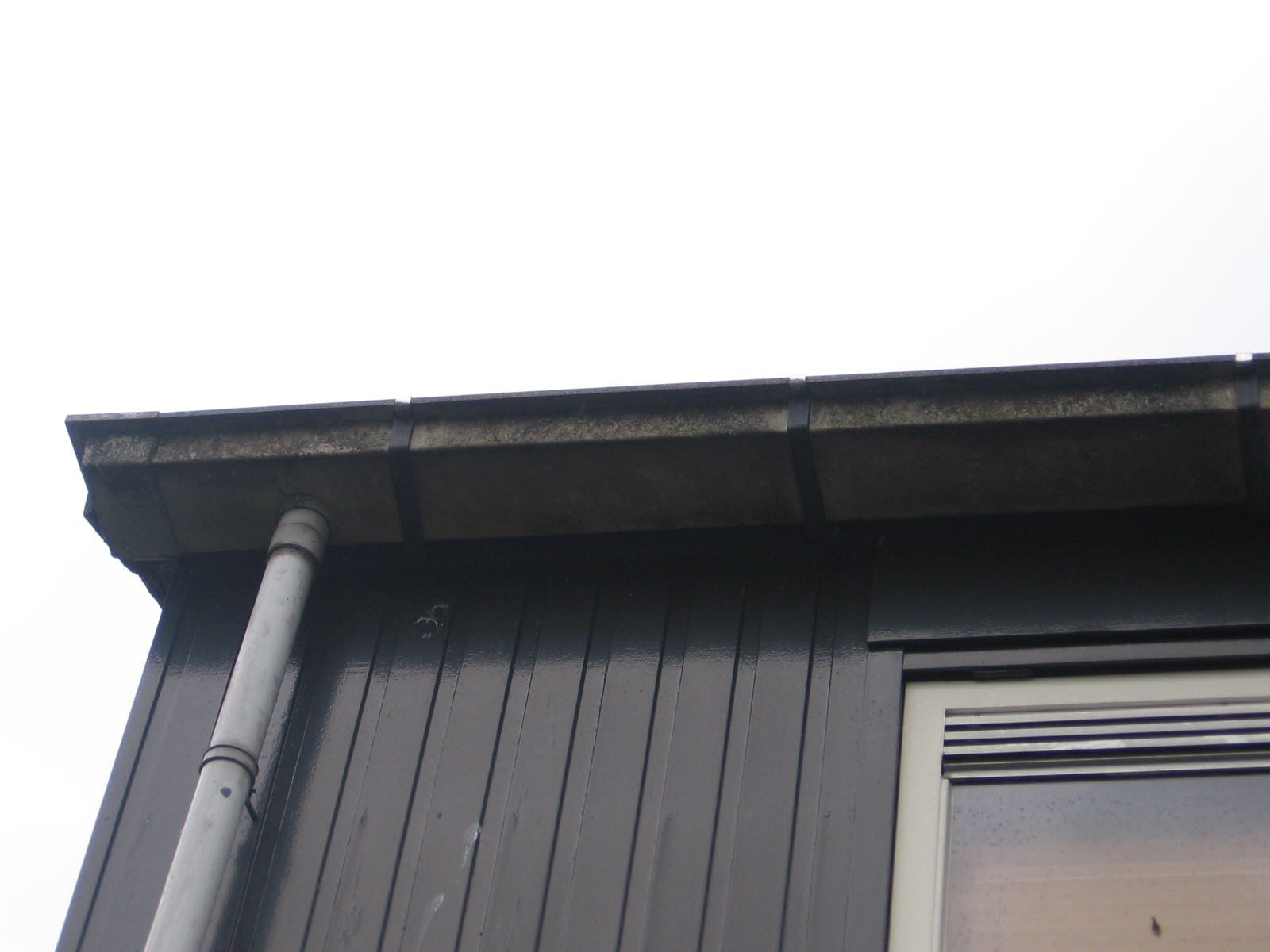
Rura spustowa biegnąca od rynny do ziemi

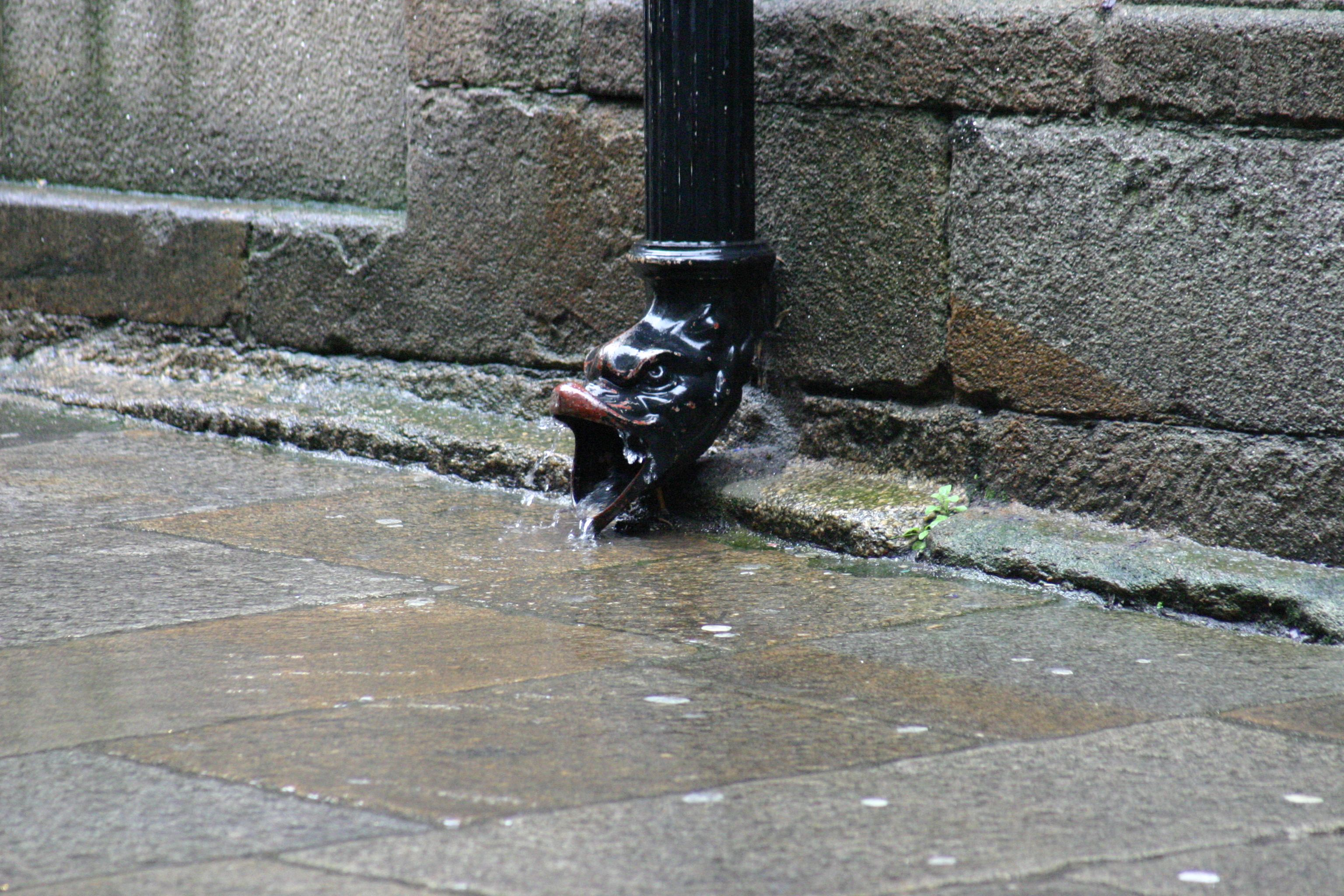
Zakończenie rury spustowej – wylot swobodny wody deszczowej na ziemię

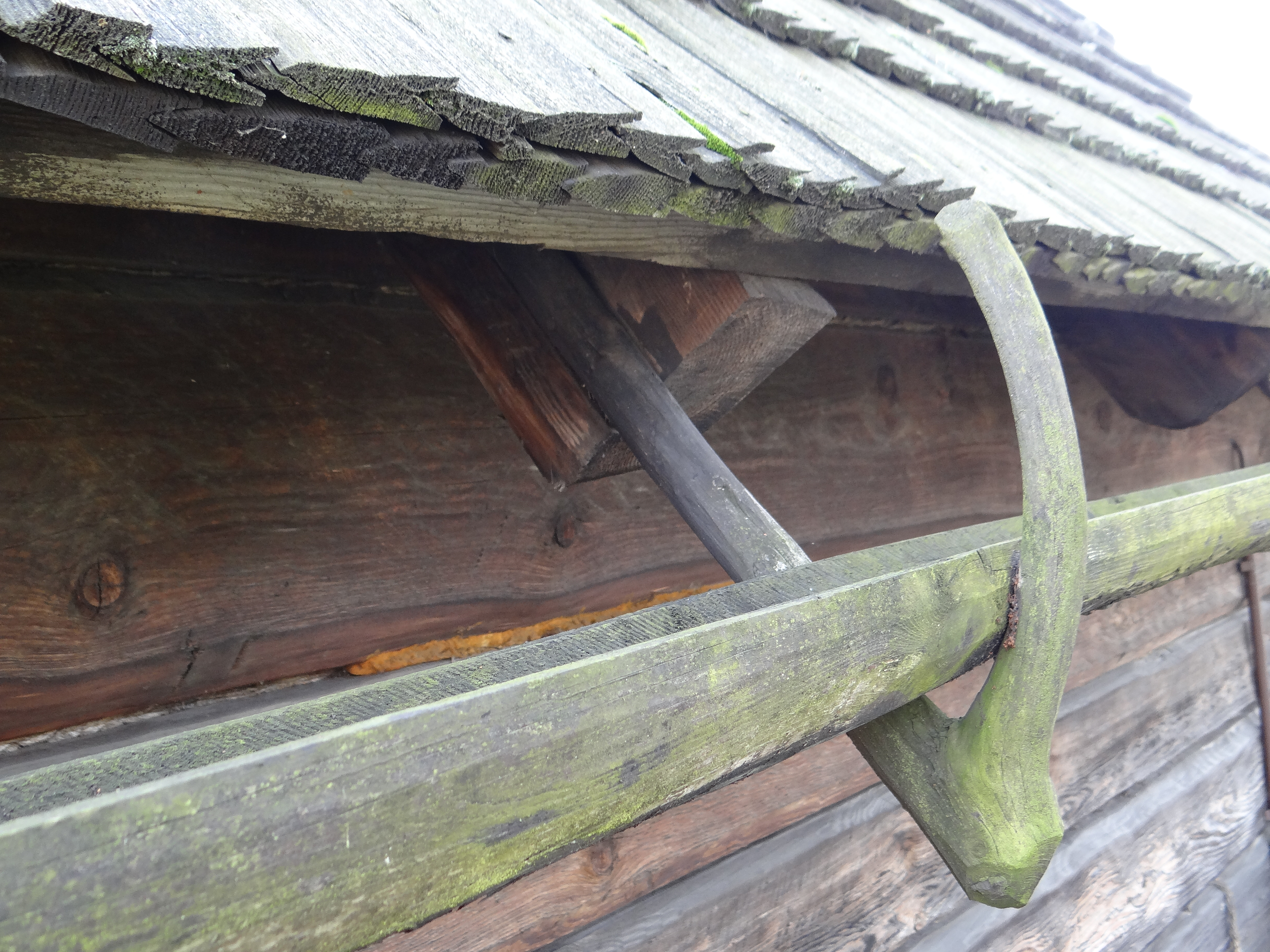
Rynna drewniana

Rynna – półotwarta rura najczęściej kładziona wokół krawędzi dachu budynków, do której spływa woda opadowa z dachu podczas deszczu. Rynnę podtrzymuje wspornik rynny (inne nazwy: hak do rynny, pot. rynajza, rynhak).
Rynna często jest mylona z rurą spustową, czyli pionową rurą, łączącą rynnę z ziemią lub podziemną instalacją kanalizacji deszczowej.
Rynna działa na zasadzie grawitacyjnego spływu wody, dlatego jest położona ze spadkiem w kierunku rury spustowej. Obecnie coraz częściej wykorzystuje się podciśnieniowe rury typu pluvia, które nie wymagają zachowania spadków.
Zdarza się, że woda deszczowa nie jest odprowadzana z dachu do poziomu ziemi lub do instalacji kanalizacji deszczowej, tylko po zebraniu w rynnie swobodnie wypuszczona z wysokości za pomocą rzygaczy.
Organizacja Society for the Protection of Ancient Buildings w Wielkiej Brytanii organizuje co roku w listopadzie, w ostatnim dniu tygodnia, drobnych remontów budynków National Maintanance Week – symboliczny National Gutters Day (Narodowy Dzień Rynien), podczas którego właściciele domów mają oczyścić rynny z liści i dokonać potrzebnych napraw przed nadejściem zimy.